# بیگانه: جداسازی
«بیگانه: جداسازی» (انگلیسی: Alien: Isolation) یک بازی ویدئویی در سبک ترس و بقا و مخفی‌کاری است که توسط سگا و در سال ۲۰۱۴ منتشر شد. «بیگانه: جداسازی» در پلت‌فرم‌های پلی‌استیشن ۴، اکس‌باکس وان، اکس‌باکس ۳۶۰، پلی‌استیشن ۳، و مایکروسافت ویندوز منتشر شده‌است.